# Anoteropsis alpina
Anoteropsis alpina Vink, 2002 è un ragno appartenente alla famiglia Lycosidae.

## Etimologia
Il nome proprio della specie deriva dall'aggettivo latino alpinus, -a, -um, che significa alpino, in riferimento all'habitat di questa specie.

## Caratteristiche
Si distingue dalle altre specie del genere per le grandi dimensioni, per la punta dell'apofisi mediana del bulbo maschile a forma di freccia e per la forma degli scleriti esterni dell'epigino, in particolare quelli laterali, lunghi e orientati posteriormente.
L'olotipo maschile rinvenuto ha lunghezza totale è di 13,90 mm; la lunghezza del cefalotorace è di 7,70 mm; e la larghezza è di 2,20 mm.

## Distribuzione
La specie è stata reperita nella Nuova Zelanda meridionale: l'olotipo maschile è stato rinvenuto sulle pendici del Monte Saint Bathans, nella regione di Otago.

## Tassonomia
Al 2016 non sono note sottospecie e dal 2002 non sono stati esaminati nuovi esemplari.